# Едуард Бакарец
Едуард Бакарец (Батосек, 12. децембар 1905 - Дрниш, 1944) је био усташки официр, који је војну каријеру започео као потпоручник.
учествовао у операцијама на Источном фронту, али и на простору Независне државе Хрватске. Прославио се као први хрватски војник добитник Гвозденог крста. Такође је био носилац Велике сребрне колајне поглавника Анте Павелића за храброст.
Отац је југословенског одбојкаша Синише Бакареца и деда српског политичара Небојше Бакареца.

## Биографија
Завршио је пет разреда основне школе у Капошвару (Мађарска) и шест разреда гимназије у Сомбору. Потом је уписао нижу војну школу Војне академије у Београду 12. октобра 1922. За каплара је унапређен 21. априла 1923, за поднаредника 1. октобра 1923, за наредника 1. јула 1924, за потпоручника 1. октобра 1924. Знао је српско-хрватски, немачки, мађарски и француски. Од 1. октобра 1924. је био водник коњичког пука Краљеве Гарде у Београду.
После распада Краљевине Југославије, Едуард Бакарец се ставио на расположење новим (усташким) властима. Већ у јулу 1941. Едуард Бакарец је отишао са хрватским легионарима на Источни фронт. Тада је био надпоручник бициклистичке чете (котурашка сат). Са својом четом се истицао у борбама у
источној Украјини и југозападној Русији. Нарочито се истакао у борбама код Харкова.
О његовим постигнућима на Источном фронту је писао Хрватски народ (гласник Хрватског усташког покрета) од 29. септембра 1944. Немачки часописи хвале Едуарда Бакареца као пример хрватског војника. Због показане храбрости одликован је крајем 1941. Гвозденим крстом и тако постао први хрватски војник добитник тог немачког војног одликовања. Такође је добитник Велике сребрне колајне поглавника Анте Павелића за храброст. Орган Нацистичке партије Фелкишер беобахтер објавио је у свом броју од 5. децембра 1941. његову фотографију.
Почетком 1943. пред капитулацију немачке војске у Стаљинграду евакуисан је из Русије. Хрватски народ пише о томе: "Он моли, да га се зракопловом пребаци пуковнији, али му молба није услишана." По повратку у НДХ-зију је постао мајор (бојник). У јесен 1944. је изгубио живот у борбама с партизанима код Дрниша.
Одговоран је за бројне злочине како у Украјини и Русији, тако и на простору НДХ-зије.

## Породица
Долази из породице, која вуче порекло из места Курд, жупанија Толна у Мађарској. Његова породица је после слома Барањске републике 1921. прешла у Краљевину СХС.
Оженио се 13. септембра 1936. оженио Наталијом Хорват (рођена 25. августа 1904. у Осијеку и умрла 30. октобра 1973. такође у Осијеку). Едуард и Наталија су добили сина Синишу Бакареца (рођ. 3. марта 1940. у Осијеку), који се прославио као одбојкаш за време СФР Југославије. Синишин син је Небојша Бакарец, народни посланик и члан Српске напредне странке.